# 1747 en santé et médecine
| Années de la santé et de la médecine : 1744 - 1745 - 1746 - 1747 - 1748 - 1749 - 1750    |
| Décennies de la santé et de la médecine : 1710 - 1720 - 1730 - 1740 - 1750 - 1760 - 1770 |

Cet article présente les faits marquants de l'année 1747 en santé et médecine.

## Événements
- 1er janvier : Ordonnance du roi, portant règlement général concernant les hôpitaux militaires — Ordonnance de Louis XV.
- 31 janvier : S'ouvre au London Lock Hospital (en) la première clinique pour les maladies vénériennes[1],[2].
- James Lind entreprend la première expérience témoin en médecine clinique, sur l'efficacité des agrumes pour traiter le scorbut[3]. Il attribue toutefois le scorbut, non à une carence, mais à l'humidité excessive[4].

## Publications
- Michael Alberti, Specimen inaugurale medico-politicum, de crimine stellionatus medici, Magdebourg.
- Bernhard Siegfried Albinus, aidé du dessinateur Jan Wandelaar, décrit très exactement les os et les muscles du corps humain dans Tabulae sceleti et musculorum corporis humani.
- Herman Boerhaave, Methodus discendi medicinam, Venise.
- Louis Daniel Arnault de Nobleville et Étienne Chardon de Courcelles : Le manuel des Dames de charité ; ou, Formules de medicamens, faciles a preparer, dressées en faveur des personnes charitables, qui distribuent des remèdes aux pauvres… Et un traité abregé sur l'usage des différentes saignées, Orléans, N. Lanquement.
- Johann Gottfried Brendel (de), De auditu in apice conchae, Göttingen.
- Élie Col de Villars : Dictionnaire françois-latin des termes de medecine et de chirurgie : avec leur définition, leur division, & leur etymologie.
- Cornelius Albertus Kloekhof, Opuscula medica.
- Giovanni Maria Lancisi, Consulti medici, Venise.
- Jean Levesque de Burigny : Traité de Porphyre, touchant l'abstinence de la chair des animaux : avec la vie de Plotin, Paris, Bure l'Aîné — Plotin était un philosophe qui s'abstenait des remèdes venant des animaux[5]. Porphyre de Tyr était un philosophe végétarien, disciple de Plotin[5].
- Sauveur-François Morand et Claude-Joseph Geoffroy : Formules de pharmacie pour les hôpitaux militaires du roy : avec l'état des drogues simples qu'il faut approvisionner, & des médicamens composez qui doivent se trouver continuellement, ou que l'on emploie journellement dans les apothicaireries de ces hôpitaux (OCLC 14306235).
- John Turberville Needham, Nouvelles découvertes faites avec le microscope, traduction française, Leyde (OCLC 43287333).
- Benoît Voysin, Le médecin familier et sincère, Turin et Genève, 2e  éd.
- Johann Rudolph Zwinger, Speculum Hippocraticum : notas et præsagia morborum, nec non varia medendi præcepta, Bâle.

## Naissances
- 17 janvier : Marcus Herz (mort en 1803), médecin allemand, auteur le plus probable de la Prière médicale ou Serment de Maïmonide, analogue du serment d'Hippocrate.
- 4 mai : Philippe-Jean Pelletan (mort en 1829), médecin français.
- 8 décembre : Clément Joseph Tissot (mort en 1826), médecin militaire français.

## Décès
- 7 mars : Nicolas Mahudel (né en 1673), jésuite et médecin français.
- 25 avril : François Gigot de Lapeyronie (né en 1678), premier chirurgien et confident du roi Louis XV[6].
- 24 novembre : Antonio Celestino Cocchi (it) (né en 1685), médecin, botaniste et écrivain.